# Theobald I de Bar
Ioan Theobald I de Bar (n. cca. 1158 – d. 13 februarie 1214) a fost conte de Bar de la 1190 până la moarte și conte de Luxemburg de la 1197 până la moarte.

## Origini
Theobald a fost fiul lui Reginald al II-lea de Bar cu soția sa, Agnès de Champagne.

## Activitate
Theobald l-a însoțit pe fratele său mai mare, Henric I de Bar în Cruciada a treia. După moartea lui Henric în cadrul asediului Acrei, Theobald i-a succedat acestuia în comitatul de Bar.

## Familia
Theobald I a fost căsătorit în trei rânduri, cu Ermesinda (Isabella) de Bar-sur-Seine, Adelheid de Loos (Looz) și Ermesinda de Namur și a fost moștenit în comitat de către fiul său cel mai mare, avut din prima căsătorie, Henric al II-lea de Bar. Fiica sa mai mare, Agnes, din a doua căsătorie, s-a căsătorit cu ducele Frederic al II-lea de Lorena. Posesiunile sale din Luxemburg au fost înapoiate lui Waleran al III-lea de Limburg, care s-a căsătorit cu văduva lui Theobald, Ermesinda I de Luxemburg.